# Louis Auguste Rogeard
Louis Auguste Rogeard (Chartres, 26 aprile 1820 – Parigi, 7 dicembre 1896) è stato un giornalista e insegnante francese.
Fu una personalità della Comune dei Parigi.

## Biografia
Figlio di un ufficiale dell'esercito decorato di Legion d'onore, Rogeard studiò all'École normale supérieure di Parigi, laureandosi in lettere, ma non poté insegnare per essersi rifiutato di prestare giuramento di fedeltà all'imperatore Napoleone III, così che dovette mantenersi dando lezioni private.
Nel 1863 pubblicò una raccolta di antiche citazioni latine critiche nei confronti del regime imperiale, e nel 1864 fondò il giornale La Rive Gauche dove pubblicò nel 1865 i Propos de Labiénus, una violenta satira del Secondo Impero. Per sfuggire all'arresto si rifugiò in Belgio, poi in Lussemburgo e infine a Londra, mentre in Francia veniva condannato in contumacia a cinque anni di carcere.
Tornò in Francia dopo la proclamazione della Repubblica nel settembre del 1870. Collaborò ai giornali di Félix Pyat Le Combat e Le Vengeur e il 16 aprile 1871, dopo la proclamazione della Comune, fu eletto al Consiglio dal VI arrondissement di Parigi, ma rifiutò l'elezione, ritenendo di non aver ottenuto un numero consistente di voti.
Dopo la Settimana di sangue, ricercato dai versagliesi, si nascose in Alsazia e poi raggiunse Vienna, da dove fu espulso nel 1873 e si stabilì allora a Budapest, divenendo precettore in una famiglia aristocratica. La corte marziale di Versailles lo condannò a morte in contumacia.
Tornò in Francia dopo l'amnistia del 1880, vivendo poveramente. Morì nel 1896 e fu sepolto nel cimitero di Père-Lachaise.

## Scritti
- Les Propos de Labienus, Paris, Publications de la Rive Gauche, 1865
- Pamphlets: L'Abstention (1863), Les Propos de Labiénus (1865), Histoire d'une brochure (1866), L'échéance (1866), Le Deux décembre et la morale (1866), Bruxelles, Biard, 1869
- Pauvre France, Paris-Bruxelles, s. e., 1870
- Le plébiscite impérial, Paris, chez l'auteur, 1870